# 2020 LE1
2020 LE1 est un astéroïde Apollon et aréocroiseur. Il est actuellement un quasi-satellite de Mars : il est entré dans cette configuration autour de l'an -2950, il y a donc environ 5000 ans, et y demeurera pendant encore environ 6100 ans. C'est le premier et, à ce jour (19 juin 2020), le seul quasi-satellite connu de Mars.